# Лакс, Джон
Джон Чарльз Лакс (англ. John Charlex Lax; 23 июля 1911, Арлингтон — 14 июля 2001, Кембридж) — американский хоккеист, центральный нападающий; бронзовый призёр зимних Олимпийских игр 1936 года.

## Биография
Окончил Бостонский университет, играл в хоккей и американский футбол. Вместе с Полом Роу он был ядром нападения команды «Бостон Террьерс». В составе сборной США завоевал бронзовые медали зимних Олимпийских игр 1936 года. Отличался хорошей техникой и умением бросать по воротам. После окончания университета преподавал в школе. В годы Второй мировой войны служил в Военно-воздушных силах США.